# 田村英里子
田村 英里子（たむら えりこ、1973年〈昭和48年〉1月16日 - ）は、日本の女優、歌手。茨城県出身。SAGのメンバー。E, Inc.代表取締役。アメリカ合衆国での代理人は「CAA」。エンタテインメント・ロイヤーはニコール・キッドマンと同じ弁護士である。

## 来歴
父親の仕事の都合で8歳から14歳までを旧西ドイツ、デュッセルドルフ市で過ごし、現地では日本人学校へ通っていた。14歳で日本に帰国し、受けたオーディション『決定！全日本歌謡選抜・スターは君だ』でグランプリを受賞。大手プロダクション各社からスカウトされ、サンミュージックプロダクションに所属することを決める。中学3年の終わりに上京、東映映画『花の降る午後』（大森一樹監督）に古手川祐子と数シーンだが共演しスクリーンデビューを果たす。芸名の名付け親は沖紘子。
1989年3月15日、東芝EMIから「ロコモーション・ドリーム」でアイドル歌手としてメジャーデビュー。オリコン週間チャートにおいて初登場・9位を記録した。3枚目のシングル「真剣（ほんき）」では、1989年度の新人賞を総なめにした。 同曲はTBS『ザ・ベストテン』放送終了1週間前に、最後の初出場歌手としてのランキング入りを果たした。同期歌手デビューには島崎和歌子・中山忍・石原詢子・星野由妃・マルシア・千葉美加・川越美和らがいる。
女優としての活動では、NHKに多く出演している。NHK総合テレビ『私が愛したウルトラセブン』（市川森一作）では、ウルトラセブンを作った人々の舞台裏を描いた作品で主人公のヒロインを、NHK大河ドラマ『秀吉』では、細川ガラシャ役を演じた。民放では、日本テレビ『愛さずにいられない』、読売テレビ朝の連続ドラマ『のんの結婚』（主演）などに出演した。
1994年の東映映画『首領を殺った男』（中島貞夫監督）では、松方弘樹の相手役でヒロインのブルースシンガーを演じ、劇中でもその主題歌「悲しみでは終らない」（松井五郎作詞・玉置浩二作曲）を歌っている。
2000年より、かねてからの夢であったアメリカへの単身留学をし、日本での芸能活動を休止した（著書『ハリウッド・ドリーム』文藝春秋参照）。この間、ロサンゼルスでは現地の日本人・日系人向けニュース番組『JATV News』のアンカーを務めた。
2005年6月、NHK総合テレビ『英語でしゃべらナイト』にゲスト出演、ハリウッドでの経験を語った。日本のテレビ番組出演は5年ぶりであった。その後、同番組企画のセレブ・インタビューにも出演している。

### 海外ドラマへの出演
- 2007年9月、アメリカ全土でオンエアが始まったNBCのドラマ『HEROES』セカンド・シーズンに、主人公のひとりであるヒロ・ナカムラと出会う伝説の刀鍛冶の娘・Yaeko（ヤエコ）役として抜擢される[1]。
- 2008年7月、アメリカ・ロサンゼルスより『HEROES』宣伝のため、日本へ凱旋帰国し、六本木グランド・ハイアットにて記者会見を行った。
- 2009年公開のハリウッド映画『DRAGONBALL EVOLUTION（20世紀フォックス）』にマイ役で出演した。
- 2009年4月、アメリカ全土でオンエアが始まった連続ドラマ『REAPER デビルバスター』シーズン2において、主人公のひとり・Sock（ソック）が恋する義理の妹・Kristine（クリスティン）役で出演。
- 自身の著書『ハリウッド・ドリーム』（文藝春秋）で、今日に至るまでのハリウッドにおいての様々な経験や、海外生活での苦労を赤裸々に語っている。

### アイドル伝説えり子と愛称「えりりん」
愛称の「えりりん」は、田村英里子の宣伝を目的としてタイアップ制作されたアニメ『アイドル伝説えり子』の主人公「田村えり子」（声は矢島晶子）のあだ名が「えりりん」だったことから、田村のコンサートでそのまま愛称としてファンや子供たちから呼ばれるようになったのがきっかけと言われている。
同アニメはテレビ放送終了後も、漫画単行本やビデオが多数出版されている。ストーリーは完全なフィクションだが、主人公の名前が本人の名前と同名であることや、「えり子」がアニメ本編内で歌う曲が田村のデビュー曲やシングル曲であることから、アニメにおける主人公「田村えり子」のプロフィールである「父親は事務所の社長で、亡くなっている」という項目が、キャラクターのモデルとなった田村英里子本人のプロフィールだと勘違いされたことがある。日本での放送が終了した後、スペイン・イタリア・フランス・中近東でも放送された。

### その他・エピソード
- 1990年、プロボクサーのマイク・タイソンが試合のため来日し、滞在中に多数のテレビ番組に出演した折、同じスタジオ内で見かけた田村に夢中になってしまった。その頃タイソンが受けた新聞や雑誌のインタビューで堂々と「日本に好きな女の子ができてしまったんだ」「母国に連れて帰りたい」と語っていた。
- デビュー当時からメリハリのあるスタイルの良さには定評があり、グラビアでも活躍した（アイドル歌手時代のプロフィールには、T164 B82 W56 H85と記されている）。1990年、鋭角なVラインのハイレグ水着を着用した写真集『IMPRESSION』（1991年には改訂版発売）が発売された。撮影当時「ハイレグ」という言葉も知らず、大人びたセクシーな水着を着用しているという認識もなかったため特に恥ずかしいと思わなかったが、後で「あんなハイレグを着て」と周囲から言われて「そうなんだ、気をつけなくちゃ」と思ったという[2]。1991年に発売したカレンダーでは、大胆にカットしたサマーセーター（のちの「童貞を殺すセーター」に似ている形状）を素肌に直接着用し、瑞々しいボディラインを映した写真が話題となった。翌1992年以降も可愛らしさとセクシーさを併せ持つランジェリー姿を含むカレンダーを発売した。
- 同い年のタレント・同期デビューの島崎和歌子とは「英里子」「和歌子」と呼び合う親友である。

## 受賞歴
- 歌謡ゴールデン大賞新人グランプリ・シルバー賞、グランプリ受賞（1989年）
- 第8回メガロポリス歌謡祭・優秀新人賞（1989年）
- 第15回日本テレビ音楽祭・新人賞受賞（1989年）
- 第15回全日本歌謡音楽祭・銀賞受賞（1989年）
- 第16回横浜音楽祭・新人賞受賞（1989年）
- 第19回銀座音楽祭・最優秀新人賞受賞（1989年）
- 第20回日本歌謡大賞・優秀放送音楽新人賞受賞（1989年）
- 第22回新宿音楽祭・金賞受賞（1989年）
- 第31回日本レコード大賞・新人賞受賞（1989年）
- 第27回ゴールデン・アロー賞・音楽新人賞受賞（1989年）
- 第16回日本テレビ音楽祭・金の鳩賞受賞（1990年）
- 第16回全日本歌謡音楽祭・金賞受賞（1990年）
- 第21回日本歌謡大賞・放送音楽賞受賞（1990年）
- 第10回メガロポリス歌謡祭・ポップスメガロポリス賞受賞（1991年）
- 第22回日本歌謡大賞・放送音楽賞受賞（1991年）

## 出演

### 連続ドラマ

#### 日本
- ワイルドで行こう! BORN TO BE WILD（1988年、フジテレビ）
- 水戸黄門（TBS / C.A.L）
  - 第18部 第25話「無念晴らす献上絞 -鳴海-」（1989年3月6日） - おきぬ 役
  - 第20部 第3話「情けが仇のとろろ汁 -駿府-」（1990年11月5日） - お袖 役
- 愛さずにいられない（1991年、日本テレビ） - 大野渚 役
- 君だけに愛を（1991年、日本テレビ） - 吉村真弓 役
- ナースステーション（1991年、TBS） - 高木京子 役
- 朝の連続ドラマ・のんの結婚（1993年、よみうりテレビ）
- ネオドラマ・ジョニーの夏（1993年、テレビ朝日）
- 土曜ドラマ（NHK総合）
  - 私が愛したウルトラセブン（1993年） - 友里アンヌ（ひし美ゆり子）役
- ドラマ新銀河（NHK総合）
  - これでいいのだ（1994年） - 赤塚フジオの妻 役
  - 雲の上の青い空（1997年）
- 妊娠ですよ（1994年、関西テレビ）
- 大河ドラマ・秀吉（1996年、NHK総合） - たま（細川ガラシャ） 役
- 水曜ドラマ（NHK総合）
  - 新花へんろ（1997年）
  - 夜会の果て（1997年） - 黒田百子 役
  - 私の中の誰か〜買い物依存症の女たち〜（1998年）
- くれなゐ（1998年、よみうりテレビ） - 里村真紀 役
- 青い鳥症候群（1999年、テレビ朝日） - 金井由香 役
- 私を旅館に連れてって（2001年、フジテレビ） - 早川藍子 役

#### アメリカ
- アトミックハリケーン（TVムービー）
- HEROES（2007年、NBC） - ヤエコ 役
- REAPER / リーパー（2009年、ABC）

### 単発ドラマ
- CAT'S EYE-キャッツ・アイ-ミッドナイトは恋のアバンチュール（1988年、日本テレビ） - 内海英里子 役
- 桃太郎侍スペシャル（1992年、テレビ朝日） - おしの 役
- ドラマシティ'92 ベイビー&ベイビー 〜 結婚狂騒曲（1992年、よみうりテレビ）
- 年末時代劇スペシャル・風林火山（1992年、日本テレビ） - 於琴姫 役
- 赤かぶ検事の逆転法廷 第3話「殺人現場はナマ録音」（1992年、朝日放送）
- ゴールデンボーイズ（1993年、日本テレビ）
- 愛と疑惑のサスペンス・偽りのイヤリング（1994年、関西テレビ）
- JTドラマBOX・恋するシティボーイ〜東京純愛症候群（1994年、毎日放送）
- 赤井英和ダイナミック時代劇スペシャル・鬼麿斬新剣（1995年、テレビ朝日）
- 大型時代劇スペシャル・忍者がえし水の城 -宇都宮釣り天井の謎-（1996年、朝日放送）
- 金曜時代劇・天晴れ夜十朗 第14話「傷だらけの宗俊」（1996年、NHK総合） - おりん 役
- 金曜時代劇・寺子屋ゆめ指南 第12話「女剣士と女盗賊」（1997年、NHK総合） - お順 役
- 土曜ワイド劇場・森村誠一の終着駅シリーズ11「二組の新婚夫婦」（1999年、テレビ朝日） - 家形鮎子 役
- 月曜ドラマスペシャル・弁護士迫まり子の遺言作成ファイル〜約束（1999年、TBS） - 迫りえ子 役
  - 月曜ドラマスペシャル・弁護士迫まり子の遺言作成ファイル2〜時効（2000年、TBS）
  - 月曜ドラマスペシャル・弁護士迫まり子の遺言作成ファイル3〜秘密（2000年、TBS）

### 映画

#### 日本
- 花の降る午後（1989年、東宝） - 沼田美加 役
- 首領を殺った男（1994年、東映） - ジェーン 役
- 1・2の三四郎（1995年、東宝） - 北条志乃 役
- 陽炎2（1996年、松竹） - 弁天のお蝶 役
- いのちの海 Closed Ward（2000年、イーハーフィルムズ） - 主任 役
- だからワタシを座らせて。通勤電車で座る技術!（2006年、sazanami） - 気位貴子 役

#### アメリカ
- サーフ・アカデミー 恋のマヒマヒ・ダンシング（2006年）
- Storm Effect（2008年）
- DRAGONBALL EVOLUTION（2009年、20世紀フォックス） - マイ 役

### Vシネマ
- ピーチ白書 もっとおアツいのが好きッ!!（1991年） - 主演・美里 役
- 愛という名の銃弾（1993年） - 主演・涼子 役

### バラエティ・歌番組・教養
- 歌のトップテン（日本テレビ）
  - 1989年7月10日 - “もうすぐトップテン”に出演「好きよ」を歌唱
  - 1989年9月25日 - 初ランクイン10位 「真剣（ほんき）」を歌唱
  - 1990年2月26日 - ランクイン9位 「プロセス」を歌唱
- ザ・ベストテン（TBS）
  - 1989年7月13日 - “今週のスポットライト”に出演 「好きよ」を歌唱
  - 1989年9月21日 - 初ランクイン9位 「真剣（ほんき）」を歌唱
- 東京イエローページ（1990年4月 - 9月、TBS） - 二代目Page7としてレギュラー出演
- フラッシュ&ジャンプ（1990年2月1日、NHK総合）
- 笑っていいとも!（1992年1月9日・1997年1月31日、フジテレビ） - テレフォンショッキングゲスト
- ポップジャム'93（1993年8月28日、NHK総合）
- 土曜フォーラム「マルチメディアが創る新世界」（1994年11月19日、NHK教育）
- ひるどき日本列島（1994年11月21日 - 25日、NHK総合）
- Sim-TV2 グローバル・クリスマス（1994年12月25日・26日、NHK BS2） - 司会
- なせばなるほど（1995年1月12日、NHK総合）
- クイズ日本人の質問（1995年1月3日ほか、NHK総合）
- スタジオパークからこんにちは（1996年2月5日、NHK総合） - ゲスト
- 真夜中の王国（1996年9月19日、NHK BS2） - ゲスト
- 日中友好市民歌合戦（1996年12月28日、NHK BS2）
- 英語でしゃべらナイト（NHK総合）[3]
  - ダニエル・クレイグ・インタビュー（2006年5月19日放送）
  - ブルース・ウィリス・インタビュー（2006年6月16日放送）
  - スティーブ・カレル・インタビュー（2006年6月16日放送）
  - ブルック・シールズ・インタビュー（2006年6月16日放送）
  - KISS・インタビュー（2006年7月7日放送）
  - デンゼル・ワシントン・インタビュー（2007年1月19日放送）
  - ニコラス・ケイジ・インタビュー（2007年3月9日放送）
  - キャメロン・ディアス・インタビュー（2007年6月4日放送）
  - アントニオ・バンデラス・インタビュー（2007年6月4日放送）
  - マイク・マイヤーズ・インタビュー（2007年6月4日放送）
  - ジュリー・アンドリュース・インタビュー（2007年6月4日放送）
- なるほど!ザ・ワールド（フジテレビ） - 不定期出演。主にそのまんま東とペアを組んでいた。
- 所さんのただものではない!（フジテレビ） - 不定期出演。
- バリキン7 賢者の戦略（TBS）
- ドリフ大爆笑（1991年頃、フジテレビ）
- 誰も知らない明石家さんま 初のロングインタビューで解禁！（2016年11月26日、日本テレビ）

### CM

#### 日本
- カネボウ・サラ、朝シャン他
- TOSHIBA・クルクルドライヤー 他
- 日清食品・チキンラーメンどんぶり
- コスモ石油・ママガール、ホタル姫
- アラクス・ノーシン、ノーシンホワイト
- ブリヂストン・コクピット
- 旺文社・ハイトップ

#### 海外
- フォルクスワーゲン・Golf（2006年、ヨーロッパ全土にて放送）

### ラジオ
- キラキラサンデー アイドルおちゃめランド（1988年7月 - 1989年4月、文化放送）
- 田村英里子のマシュマロワンダーランド（1989年4月 - 9月、文化放送）
- 田村英里子のそれゆけエリコール!（1989年10月 - ?、文化放送）
- 野村證券トワイライトタイム 田村英里子 私をきいて（1993年10月 - 1994年3月、文化放送）
- 英里子の大木戸通信（1989年10月 - 1990年3月、東海ラジオ） - 『アイドルハウス ビンバンブン』内で放送
- 田村英里子 BE MYSELF（1990年4月 - ?、東海ラジオ）
- 英里子のおしゃべりカプセル（1989年2月 - ?、ABCラジオ）
- スーパーFMマガジン・NORU SORU（火曜日、1989年4月 - 1990年3月、TOKYO FM） - 1989年9月までは江口寿史、1989年10月からはCHAGEと共演

## ディスコグラフィ
- 全て東芝EMIからリリース。

### シングル
| #  | 発売日          | 曲順 | タイトル                    | 作詞       | 作曲                 | 編曲         | オリコン 最高位 | 規格品番  |
| -- | --------------- | ---- | --------------------------- | ---------- | -------------------- | ------------ | --------------- | --------- |
| 1  | 1989年 3月15日  | 01   | ロコモーション・ドリーム    | 田口俊     | 筒美京平             | 小林武史     | 9位             | XT10-2322 |
| 1  | 1989年 3月15日  | 02   | 涙の半分                    | 田口俊     | 筒美京平             | 小林武史     | 9位             | XT10-2322 |
| 2  | 1989年 6月21日  | 01   | 好きよ                      | 松本隆     | 筒美京平             | 船山基紀     | 10位            | XT10-2390 |
| 2  | 1989年 6月21日  | 02   | 私はそよ風                  | 松本隆     | 筒美京平             | 小林武史     | 10位            | XT10-2390 |
| 3  | 1989年 9月6日   | 01   | 真剣                        | 松本隆     | 筒美京平             | 新川博       | 9位             | XT10-2415 |
| 3  | 1989年 9月6日   | 02   | NEXT                        | 松本隆     | 筒美京平             | 新川博       | 9位             | XT10-2415 |
| 4  | 1990年 1月31日  | 01   | プロセス                    | 尾関昌也   | 佐藤健               | 武部聡志     | 7位             | TODT-2464 |
| 4  | 1990年 1月31日  | 02   | ガーネット伝説              | 尾関昌也   | 川上了               | 川上了       | 7位             | TODT-2464 |
| 5  | 1990年 4月25日  | 01   | Domino                      | 平松愛理   | 鈴木康博             | 萩田光男     | 10位            | TODT-2502 |
| 5  | 1990年 4月25日  | 02   | 希望のメロディー            | 三浦徳子   | 服部隆之             | 服部隆之     | 10位            | TODT-2502 |
| 6  | 1990年 7月18日  | 01   | リバーシブル                | 平松愛理   | 平松愛理             | 井上鑑       | 10位            | TODT-2546 |
| 6  | 1990年 7月18日  | 02   | 虹の島から                  | 山田ひろし | 都志見隆             | 新川博       | 10位            | TODT-2546 |
| 7  | 1990年 12月5日  | 01   | 虹色の涙                    | 鈴里風太   | 織田哲郎             | 織田哲郎     | 12位            | TODT-2608 |
| 7  | 1990年 12月5日  | 02   | イノセンス                  | 及川眠子   | 都志見隆             | 井上鑑       | 12位            | TODT-2608 |
| 8  | 1991年 5月17日  | 01   | リトル・ダーリン            | 松本隆     | 平井夏美             | 井上鑑       | 12位            | TODT-2668 |
| 8  | 1991年 5月17日  | 02   | 愛のナイチンゲール          | 松本隆     | 山口美央子           | 井上鑑       | 12位            | TODT-2668 |
| 9  | 1991年 6月28日  | 01   | まかせて!チン・トン・シャン | 中田有博   | 馬飼野康二           | 馬飼野康二   | 39位            | TODT-2690 |
| 10 | 1991年 10月9日  | 01   | 誘惑のチャチャ              | 森雪之丞   | 辻畑鉄也             | 萩田光男     | 18位            | TODT-2723 |
| 10 | 1991年 10月9日  | 02   | 東京ヴィーナス              | 森雪之丞   | 辻畑鉄也             | 萩田光男     | 18位            | TODT-2723 |
| 11 | 1992年 5月1日   | 01   | 最後に教えて                | 三浦徳子   | 井上ヨシマサ         | 井上ヨシマサ | 49位            | TODT-2792 |
| 11 | 1992年 5月1日   | 02   | I Love Me                   | 及川眠子   | 都志見隆             | 新川博       | 49位            | TODT-2792 |
| 12 | 1992年 10月22日 | 01   | すてきな雨                  | 岩里祐穂   | 上田知華             | 清水信之     | 90位            | TODT-2926 |
| 12 | 1992年 10月22日 | 02   | Just All My Love            | 及川眠子   | 関口誠人             | HB1          | 90位            | TODT-2926 |
| 13 | 1993年 8月4日   | 01   | 人魚のTシャツ               | 康珍化     | J.Carbone D.Belfield | J.Carbone    | 94位            | TODT-3083 |
| 13 | 1993年 8月4日   | 02   | Kara Kara 天気              | 芹沢類     | J.Carbone D.Belfield | J.Carbone    | 94位            | TODT-3083 |
| 14 | 1993年 12月8日  | 01   | 明日の行方                  | 田村英里子 | J.Carbone D.Belfield | J.Carbone    | 123位           | TODT-3163 |
| 14 | 1993年 12月8日  | 02   | Kara Kara 天気              | 芹沢類     | J.Carbone D.Belfield | J.Carbone    | 123位           | TODT-3163 |
| 15 | 1994年 4月27日  | 01   | 悲しみでは終わらない        | 松井五郎   | 玉置浩二             | 武部聡志     | 107位           | TODT-3212 |
| 15 | 1994年 4月27日  | 02   | まぼろしの愛でも            | 岩里祐穂   | 樫原伸彦             | 門倉有希     | 107位           | TODT-3212 |
| 16 | 1995年 7月19日  | 01   | 寂しさに壊されても          | 田村英里子 | 浅田直               | 見良津健雄   | 198位           | TODT-3541 |
| 16 | 1995年 7月19日  | 02   | 終わらない 終わらせられない | 青柳美奈子 | 井上日徳             | 井上日徳     | 198位           | TODT-3541 |

### アルバム

#### ベスト・アルバム
1. Discovery（1991年12月4日、TOCT-6356）
2. BALLAD（1994年8月24日、TOCT-8488）
3. TWIN BEST／田村英里子（1998年3月28日、TOCT-10248/9）
4. ゴールデン☆ベスト 田村英里子（2003年6月25日、TOCT-10914）
5. NEW BEST 1500（2005年8月24日、TOCT-11041）
6. SINGLE COLLECTION（2024年3月20日、UICZ-4673/4）

### 映像作品
1. Today（1990年）
2. Dream Pilot（1990年）
3. My Fair Girl（1991年）
4. 誘惑のシンフォニー（1991年）
5. Taste of VACANCE LIVE 1991（1991年）
6. Sweet Farewell LIVE 1992（1992年）

### タイアップ曲
| 年     | 楽曲                        | タイアップ                                             |
| ------ | --------------------------- | ------------------------------------------------------ |
| 1989年 | ロコモーション・ドリーム    | カネボウ「SALA」CMソング                               |
| 1989年 | ロコモーション・ドリーム    | テレビ東京系テレビアニメ「アイドル伝説えり子」挿入歌   |
| 1989年 | 涙の半分                    | テレビ東京系テレビアニメ「アイドル伝説えり子」OPテーマ |
| 1989年 | 好きよ                      | テレビ東京系テレビアニメ「アイドル伝説えり子」挿入歌   |
| 1989年 | 私はそよ風                  | テレビ東京系テレビアニメ「アイドル伝説えり子」挿入歌   |
| 1989年 | 真剣                        | テレビ東京系テレビアニメ「アイドル伝説えり子」挿入歌   |
| 1989年 | NEXT                        | テレビ東京系テレビアニメ「アイドル伝説えり子」挿入歌   |
| 1990年 | プロセス                    | テレビ東京系テレビアニメ「アイドル伝説えり子」挿入歌   |
| 1990年 | ガーネット伝説              | テレビ東京系テレビアニメ「アイドル伝説えり子」挿入歌   |
| 1991年 | リトル・ダーリン            | TBS系テレビアニメ「少年アシベ」OPテーマ（第1期）       |
| 1991年 | リトル・ダーリン            | TBS系テレビアニメ「少年アシベ」EDテーマ（第2期）       |
| 1991年 | 愛のナイチンゲール          | TBS系テレビアニメ「少年アシベ」EDテーマ（第1期）       |
| 1991年 | まかせて!チン・トン・シャン | TBS系テレビアニメ「少年アシベ」OPテーマ（第2期）       |
| 1993年 | 明日の行方                  | 日本テレビ系テレビドラマ「のんの結婚」挿入歌           |
| 1994年 | 悲しみでは終わらない        | 映画「首領を殺った男」主題歌                           |
| 1994年 | まぼろしの愛でも            | 映画「首領を殺った男」挿入歌                           |

## 写真集
- 田村英里子 ET MAGAZINE PHOTO & HISTORY（1989年、近代映画社）
- 田村英里子 CDダンク（1990年、集英社）
- IMPRESSION（1990年、音楽専科社）
- IMPRESSION・改訂版（1991年、音楽専科社）
- WHITE HEAVEN（1992年、ワニブックス）
- UNBALANCE（1993年、ワニブックス）
- E（1995年、竹書房）

### 著作
- ハリウッド・ドリーム（2009年3月、文藝春秋）